# Episodi di Matlock (settima stagione)
La settima stagione della serie televisiva Matlock, composta da 18 episodi, è stata trasmessa negli Stati Uniti dal canale ABC tra il 1992 e il 1993.
| nº | Titolo originale         | Titolo italiano              | Prima TV USA | Prima TV Italia |
| -- | ------------------------ | ---------------------------- | ------------ | --------------- |
| 1  | The Vacation: Part 1     | Legami di famiglia (parte 1) |              |                 |
| 2  | The Vacation: Part 2     | Legami di famiglia (parte 2) |              |                 |
| 3  | The Legacy: Part 1       | Omicidi incrociati (parte 1) |              |                 |
| 4  | The Legacy: Part 2       | Omicidi incrociati (Parte 2) |              |                 |
| 5  | The Ghost                | Il fantasma                  |              |                 |
| 6  | The Class                | Lezioni di delitto           |              |                 |
| 7  | The Singer               | Errore di valutazione        |              |                 |
| 8  | The Mark                 | La truffa                    |              |                 |
| 9  | The Juror                | I giurati                    |              |                 |
| 10 | The Fortune: Part 1      | Lo zoo privato (parte 1)     |              |                 |
| 11 | The Fortune: Part 2      | Lo zoo privato (parte 2)     |              |                 |
| 12 | The Debt                 | Un caso imbarazzante         |              |                 |
| 13 | The Revenge              | Ombre dal passato            |              |                 |
| 14 | The Obsession            | L'ossessione                 |              |                 |
| 15 | The Divorce              | Un divorzio amichevole       |              |                 |
| 16 | The Final Affair: Part 1 | L'allenatore (parte 1)       |              |                 |
| 17 | The Final Affair: Part 2 | L'allenatore (parte 2)       |              |                 |
| 18 | The Competition          | Il concorso                  |              |                 |